# Dege & Skinner
Dege & Skinner är ett anrikt brittiskt herrskrädderi. Verksamheten bedrivs längs den exklusiva skräddaregatan Savile Row (№10), Mayfair, i centrala London.
Företaget grundades 1865 som J. Dege & Sons. 1916 började William Skinner Jr arbeta där och så småningom blev familjen Skinner delägare och namnet ändrades till Dege & Skinner. Företaget levererar till flera kungligheter, bland andra drottning Elizabeth av Storbritannien, sultanen av Oman och kungen av Bahrain.
Dege & Skinner tillverkar även militära uniformer.